# Moringen
Moringen est une ville allemande située en Basse-Saxe, dans de l'arrondissement de Northeim.